# Laufwasserkraftwerke an der Sihl

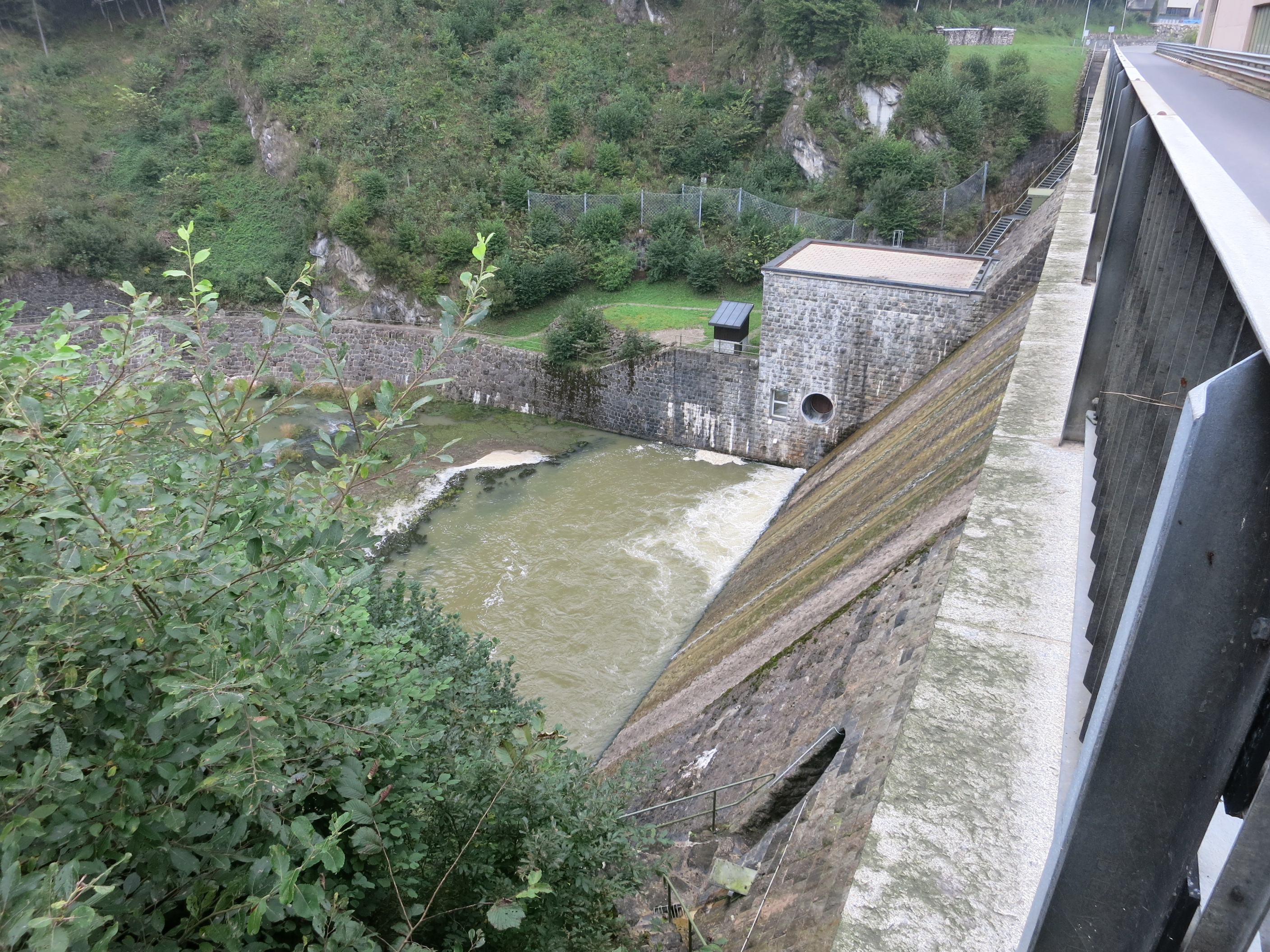
Staumauer Sihlsee

Die Laufwasserkraftwerke an der Sihl nutzten das Wasser der Sihl im Sihltal vom Sihlsee (889 m ü. M.) rund 40 Kilometer flussabwärts bis zur Mündung (402 m ü. M.) in die Limmat in der Stadt Zürich fast durchgehend.

## Geschichte der Wasserkraft im Sihltal (flussabwärts)
Einsiedeln
Von 1932 bis 1937 wurden im Hochtal von Einsiedeln eine Staumauer und zwei Abschlussdämme erstellt, um die Sihl zu einem Stausee, dem flächenmässig grössten der Schweiz, stauen zu können. Das Gefälle zwischen dem Sihlsee und dem Etzelwerk in Altendorf SZ am Zürichsee wird zur Stromerzeugung von Bahnstrom für die Schweizerischen Bundesbahnen genutzt, denen das Werk gehört. Das Pumpspeicherwerk kann Wasser aus dem Zürichsee zum Sihlsee pumpen.
Schindellegi-Feusisberg
1983 wurde der Kraftwerk Feusisberg AG Wasserrechtskonzession bis 2038 zur Nutzung der Gewässerstrecke vom Messwehr Geissboden (782 m ü. M.) bis zur Rückgabe des turbinierten Wassers beim EW Schindellegi (751 m ü. M.) erteilt.
In Schindellegi wurde das Holz in zwei Sägereien verarbeitet. Am Standort der heutigen Säge wurde 1562 die erste Säge gebaut. 1895 wurde anstelle des Wasserrades eine Francis-Turbine eingebaut, die ab 1918 elektrische Energie erzeugte. Von 1939 bis 1986 war eine neue Francis-Turbine mit 100 kW Leistung in Betrieb.
1869 entstand an der Sihl in Schindellegi eine Baumwollweberei J. C. Zwicky & Cie, die mit Wasserkraft betrieben wurde. Die erhaltene, betriebsfähige alte Säge wird vom Sagiverein Schindellegi gepflegt und unterhalten.
Das Kraftwerk Feusisberg (KWF) der EW Höfe AG wurde 1989 am Standort Schindellegi in Betrieb genommen. Das Auslaufkraftwerk wird von der Kraftwerk Feusisberg AG betrieben. Das im Staubecken gesammelte Wasser wird durch einen Stollen zum Maschinenhaus transportiert. Im Wasserschloss beginnt das 21 Meter Druckgefälle, welches die nötige Leistung für die 0.6 Megawatt Turbine aufbaut. Jährlich wird durchschnittlich 4.65 GW Strom produziert. Der Auslauf des turbinierten Wassers endet in der Stauwurzel des Kraftwerkes Sihl-Höfe (KSH).
An der Grenze zwischen den Kantonen Schwyz und Zürich wurde 1961 das Kraftwerk Sihl-Höfe (KSH) von der EW Höfe AG in Betrieb genommen. Es ist ein Auslaufkraftwerk, bei dem das Wasser in einem Staubecken gesammelt und über einen Stollen zum Maschinenhaus transportiert wird. Das KSH übernimmt für die Etzelwerk AG die Regulierung der Restwassermenge (Dotationswassermenge). Die durchschnittliche jährliche Nettoenergieproduktion beträgt 8.5 GW, die Wassermenge 4.2 m³/s.
Hütten
Die Wehranlage Hütten wurde von 1894 bis 1895 durch die AG Elektrizitätswerk an der Sihl bei Hütten ZH errichtet und 1965 bis 1966 erneuert, automatisiert und ferngesteuert. Das Wehr leitet das Sihlwasser von der Anlage Hütten (685 m ü. M.) her durch einen 2,2 km langen Stollen in den Teufenbachweiher (681 m ü. M.).
Schönenberg
Der Teufenbachweiher in Schönenberg ZH ist ein 1895 gebauter Stauweiher des Kraftwerks Waldhalde. Vom Weiher wird das Wasser durch eine Druckleitung mit einem Höhenunterschied von 72 Meter zum Turbinenhaus in der Waldhalde an der Sihl geleitet.
Das Kraftwerk Waldhalde wurde als erstes Kraftwerk der Elektrizitätswerke des Kantons Zürich (EKZ) von 1893 bis 1895 durch die AG Elektrizitätswerke an der Sihl erbaut. Das Sihlwasser vom Teufenbachweiher wurde von fünf Girard-Turbinen mit je 400 PS turbiniert. Das Werk ging 1908 an die neugegründete EKZ über. 1915 und 1940 wurden die alten Maschinengruppen mit Francisturbinen (Drehstromgeneratoren mit 50 Hz) ersetzt. 1966 wurde ein neues Maschinenhaus gebaut, das mit einer 3670 PS Francisturbine und einem automatischen Drehstromgenerator bestückt wurde. Die letzte Sanierung fand 2009 statt, um das Kraftwerk bis zum Ablauf der Konzession im Jahre 2047 betreiben zu können. Das turbinierte Wasser wird unmittelbar nach dem Maschinenhaus in die Sihl geleitet.
Sihlbrugg
Die Fabrik im Schiffli wurde im 19. Jahrhundert an der Sihl in Sihlbrugg gegründet. Sie nutzte die Wasserkraft der Sihl und produzierte Webschiffchen für Webstühle. 1988 wurde die Fabrik zu einem Gewerbezentrum umgebaut. Das Sihlwasser wird als treibende Kraft für die hauseigene Stromproduktion genutzt.
Horgen
Der Waldreichtum des Sihltals führte zur Errichtung zahlreicher wasserbetriebener Sägereien am Sihlufer. Der eigene Stadtwald im Sihlwald auf dem Gemeindegebiet von Horgen diente der Stadt Zürich seit dem Mittelalter als wichtigster Lieferant für Bau- und Brennholz. 1864 errichtete die Stadt einen Werkbetrieb mit rund 100 Mitarbeitern, Wohnhäusern, Schule und Poststelle. Für den Sägerei- und den Werkbetrieb diente eine Wasserkraftanlage, die mit Sihlwasser betrieben wurde (Wasserrecht Nr. 46 1862–1976). Das Holz wurde auf der Sihl bis nach Zürich geflösst. Der Bau der Sihlstrasse 1856 führte 1866 zum Ende der Flösserei.
In der Mitte des 19. Jahrhunderts wurden nach den Seitenbächen die Wasserkraft der Flüsse genutzt. Im Sihltal entstand mit dem Fabrikkanal eine durchgehende, heute mehrheitlich zugeschüttete, Wasserkraftachse von Sihlwald bis in die Stadt Zürich: Säge Sihlwald, Pumpspeicherwerk Gattikerweiher und Kanal Schmid Gattikon, Spinnerei Langnau, Mechanische Seidenweberei Adliswil, Baumwollspinnerei im Dorf Adliswil, Baumwollspinnerei Sood, Spinnerei Manegg, Papierfabrik an der Sihl.
Gattikon
Die Mühle Gattikon wurde um 1460 von Hans Müller, ab 1570 von der Familie Schwarzenbach und ab 1780 von Hans Heinrich Schmid (1727–1792) und Erben betrieben. 1815 gründete Hans Jakob Schmid-Höhn (1769–1839) oberhalb seiner Mühle in Gattikon die alte mechanische Baumwollspinnerei, die 1892 liquidiert wurde.
Die neue Mechanische Baumwollspinnerei und -weberei Schmid wurde 1859 von Heinrich Schmid in Gattikon unterhalb der Mühlen- und Spinnereiachse Chrebsbach am Ufer der Sihl angelegt. Dort hatte der Vater und Mühlenbesitzer Hans Jakob Schmid 1833 beim Kanton Zürich ein Recht auf die Nutzung des Sihlwassers erworben.
Die Energieversorgung erfolgte durch einen 1,5 Kilometer langen Sihlwasserkanal sowie ab 1863 mit einem zweiten Weiher (vorderer Gattikerweiher oder Waldweiher) und dem Pumpspeicherwerk Geissau (Gattikon) samt Wasserschloss. Bei Trockenheit wurde das Wasser der Sihl in den Gattikerweiher hochgepumpt, um Mühle und Spinnereien von Gattikon ausreichend mit Wasserkraft versorgen zu können. Es handelt sich dabei um eines der ältesten Pumpspeicherwerke der Welt. Die Fabrik besass eine Dampfmaschine (Dampfkesselhaus mit Hochkamin) und für die Beleuchtung ein eigenes Gaswerk.
Adliswil
Die Mechanische Seidenstoffweberei Adliswil (MSA) an der Sihl (Adliswil, Sihlau) wurde 1863 gegründet. Zeitweise hatte sie über 1000 Beschäftigte. Sie machte aus der Bauernsiedlung ein Industriedorf. 1889 beschaffte die MSA eine fahrbare Dampfmaschine (Lokomobile) für Energieproduktion bei Niedrigwasser. Die Weltwirtschaftskrise der 1920er-Jahre führte zum schrittweisen Abbau von Produktion und Arbeitsplätzen. Ende 1934 musste der Produktion eingestellt und die Gebäude an Unternehmer vermietet werden. Bei den Gas-Beleuchtungen war die MSA Selbstversorgerin und ihre elektrische Energie produzierte sie bis 1975 selbst.
Die Nägeli-Mühle in Adliswil wurde 1248 erstmals erwähnt und war während Jahrhunderten im Besitz der Familie Nägeli von Kilchberg. Sie wurde 1965 für den Bau der Hauptverkehrsstrasse abgebrochen.
Die Baumwollspinnerei im Dorf wurde 1823 in Adliswil durch die Gebrüder Schoch im Oberdorf unterhalb der Mühle an der Sihl gegründet (Baumwollspinnerei und Weberei von Staub, Landis & Cie.). 1850 wurde sie von Heinrich Schmid, Gattikon übernommen. Er war Mitgründer (1850) und Präsident (1850–1873) der neuen Actiengesellschaft Schmid und Compagnie. Damit die Spinnerei die Wasserkraft nutzen konnte, wurde der Kanal der Nägeli-Mühle verlängert. Im ehemaligen Spinnereigebäude ist heute der Sitz der Firma Riesen Printmedia.
Die Baumwollspinnerei im Sood in Adliswil ZH, Schweiz, wurde Jahre 1842 vom Spinnerkönig Heinrich Kunz (Kunz Konzern AG, Windisch) gegründet. 1917 wurde die Spinnereiliegenschaft durch den Textilindustriefachmann Walter L. Wolf und die Aktiengesellschaft für Textilprodukte, später Sapt AG (Societe anonyme de Produit, Textil AG für Textilstoffe) übernommen.
Zürich
Der ehemalige Fabrikkanal der Spinnerei Manegg (auch Spinnerei Wollishofen) ist der letzte Kanal an der Sihl. Er ist zwischen 1860 und 1884 im Auftrag der Schellerschen Tonmühle entstanden. Seither diente er der Wasserkraftanlage Manegg zum Betrieb der Spinnerei, Papierfabrik und andere Unternehmungen an der Sihl. Er besteht aus dem Wehr mit Fischtreppe beim Einlaufbauwerk in Zürich-Leimbach, einem ein Kilometer langen Oberwasserkanal bis zur Spinnerei Manegg, dem drei Kilometer langen Unterwasserkanal und dem Auslaufbauwerk in der Allmend Brunau. Der Leerlaufkanal wurde zugeschüttet.
Die Spinnerei Manegg in Leimbach (auch Spinnerei Wollishofen) war das grösste Industriegebäude der Stadt Zürich aus dem 19. Jahrhundert. Das 1857 erbaute Gebäude diente anfänglich als Weizenhaus und ab 1861 als Keramikfabrik der Schellerschen Tonmühle. 1875 übernahm Karl Ziegler das Werk und betrieb es mit eigenem Wasserkraftwerk samt Kanal als Spinnerei Wollishofen. 1905 wurde es zur Fabrikationsstätte „Werk Manegg“ der Papierfabrik an der Sihl (Sihl Papier). Das bis in die 1970er-Jahre industriell genutzte Gebäude wurde 2007 unter Denkmalschutz gestellt. 2018 wurden in die Gebäudehülle 40 loftartige Eigentumswohnungen eingebaut.
Die ehehafte, 150-jährige Konzession des Kraftwerk Manegg wurde vom Kanton Zürich 2017 nicht mehr erneuert, weil das eidgenössische Gewässerschutzgesetz eine Revitalisierung der Sihl im Abschnitt Manegg verlange. Für das mit 80 Prozent Wasserkraft geplante „Greencity“-Kraftwerk darf kein Wasser aus der Sihl abgezweigt werden.
Die Papierfabrik an der Sihl in Zürich-Wiedikon (heute Papyrus Schweiz) wurde 1836 von Zürcher Industriellen und Bankiers gegründet und musste 1990 die Produktion einstellen. Sie geht auf die 1471 erstmals erwähnte Zürcher Papiermühle im Werd zurück. Noch 1968 bestand der Fabrikkanal (Wasserrecht Nr. 51) mit dem das Sihlwasser zur Stromerzeugung genutzt wurde. Der Fabrikkomplex musste 2003 dem Grossprojekt Sihlcity weichen, welches 2007 eröffnet wurde. Vier ehemalige Gebäude (Rüsterei von 1886) und das Hochkamin der alten Sihlfabrik sind erhalten.
Das Wasser der Sihl wurde in Turicum von den Römern zum Antrieb von Wassermühlen benutzt. Ab dem 13. Jahrhundert wurden am Sihlkanal im Alten Zürich sechs Mühlen betrieben.

## Wasserkraftanlagen vom Sihlsee bis zur Limmatmündung
Legende: ID = Wasserrecht, Kat. = Bruttogefälle, Typ = Leistung in Megawatt
| ID       | Foto |                 | Objekt                                                                                                   | Kat. | Typ  | Standort                               | Beschreibung |
| -------- | ---- | --------------- | --- | ---- | ---- | -------------------------------------- | ------------ |
| 101      | ja   | Datei hochladen | Sihlsee                                                                                                  |      |      | Einsiedeln 702204 / 219933             |              |
|          | ja   | Datei hochladen | Sihlsee Staumauer                                                                                        |      |      | Egg, Einsiedeln 701691 / 223476        |              |
|          | ja   | Datei hochladen | Etzelwerk                                                                                                | 483  | 140  | Altendorf SZ 704012 / 227968           |              |
|          | ja   | Datei hochladen | Messwehr Geissboden                                                                                      |      |      | Schindellegi 698389 / 224975           |              |
|          | ja   | Datei hochladen | Alte Säge 1562–1986                                                                                      |      |      | Schindellegi 696609 / 225513           |              |
|          | ja   | Datei hochladen | EW Schindellegi, Kraftwerk Feusisberg AG 1989                                                            | 21   | 0.65 | Schindellegi 696602 / 225513           |              |
|          | ja   | Datei hochladen | Baumwollweberei Schindellegi, 1869                                                                       |      |      | Schindellegi 696725 / 225304           |              |
| 101      | ja   | Datei hochladen | Kraftwerk Sihl-Höfe KSH 1961                                                                             | 42   | 1.5  | Hütten ZH 694284 / 225900              |              |
| 100      | ja   | Datei hochladen | Sihlwehr Hütten                                                                                          |      |      | Hütten ZH 692979 / 225281              |              |
| 100      | ja   | Datei hochladen | Teufenbachweiher                                                                                         |      |      | Schönenberg ZH 690944 / 226213         |              |
| 100      | ja   | Datei hochladen | Elektrizitätswerk Waldhalde                                                                              |      |      | Schönenberg ZH 690195 / 226069         |              |
| 41, 42   | ja   | Datei hochladen | Webschifflifabrik Sihlbrugg                                                                              |      |      | Im Schiffli, Hirzel 686674 / 229663    |              |
| 224      | ja   | Datei hochladen | Sägerei Sihlwald                                                                                         |      |      | Sihlwald 684458 / 236243               |              |
| 24 25 26 | ja   | Datei hochladen | Fabrikkanal Rütiboden, Teilstück der Wasserkraftachse (Fabrikkanal) vom Sihlwald bis in die Stadt Zürich |      |      | Gattikon 684198 / 236651               |              |
| 21 22 24 | ja   | Datei hochladen | Pumpspeicherwerk Gattikerweiher von 1863 mit Pumpwerk Geissau und Wasserschloss                          |      |      | Gattikon 684583 / 237145               |              |
| 156      | ja   | Datei hochladen | Mühle und alte Spinnerei Gattikon                                                                        |      |      | Gattikon 683892 / 237716               |              |
| 173      | ja   | Datei hochladen | Mechanische Spinnerei Gattikon                                                                           |      |      | Gattikon 683614 / 237439               |              |
| 12       | ja   | Datei hochladen | Spinnerei Langnau mit Kanal                                                                              |      |      | Langnau am Albis 683654 / 238019       |              |
| 4        | ja   | Datei hochladen | Mechanische Seidenweberei Adliswil MSA                                                                   |      |      | Sihlau, Adliswil 682177 / 239935       |              |
| 3        | ja   | Datei hochladen | Mühle, Säge Adliswil mit Kanal                                                                           |      |      | Adliswil 682133 / 240235               |              |
| 3        | ja   | Datei hochladen | Baumwollspinnerei im Dorf                                                                                |      |      | Adliswil 682200 / 240364               |              |
| 1        | ja   | Datei hochladen | Baumwollspinnerei Sood                                                                                   |      |      | Tüfi, Sood, Adliswil 681967 / 241624   |              |
| 56       | ja   | Datei hochladen | Fabrikkanal Spinnerei Manegg, Leimbach bis Brunau                                                        |      |      | Leimbach 681612 / 242572               |              |
| 97       | ja   | Datei hochladen | Spinnerei Manegg                                                                                         |      |      | Leimbach 681781 / 243659               |              |
| 145      | ja   | Datei hochladen | Kraftwerk Manegg                                                                                         |      |      | Leimbach 681821 / 243656               |              |
|          | ja   | Datei hochladen | Eiswehr in der Sihl 1968                                                                                 |      |      | Gänziloobrücke, Brunau 681418 / 244786 |              |
| 51       | ja   | Datei hochladen | Papierfabrik an der Sihl, heute Sihlcity                                                                 |      |      | Zürich-Wiedikon 681891 / 245818        |              |
|          | ja   | Datei hochladen | ehemaliger Sihlkanal, um 1905                                                                            |      |      | Altstadt Zürich 682014 / 246740        |              |

- Karte mit allen Koordinaten:
- OSM |
- WikiMap